# Hans Bohn
Hans Bohn (* 23. Dezember 1891 in Oberlahnstein; † 10. Mai 1980 in Frankfurt am Main) war ein deutscher Typograf, Grafiker und Lehrer.

## Leben und Werk
Bohn wuchs in Bonn auf. Er studierte an den Technischen Lehranstalten Offenbach (heute HfG Offenbach) und war ein Schüler von Rudolf Koch und Franz Franke. Bis zu seinem Kriegsdienst war er von 1913 bis 1914 beim Ullstein-Verlag in Berlin beschäftigt. 1919 heiratete er die Jüdin Helene Bohn (* 1891), die ebenfalls Malerin und Grafikerin war. 1921 wurde ein (evangelisch getaufter) Sohn geboren.
1919 bis 1930 war Bohn für die Gebr. Klingspor in Offenbach als Schriftgestalter und Grafiker tätig, anschließend war er bis 1944 freier Grafiker und arbeitete für Ludwig & Mayer und die D. Stempel AG. 1937 erhielt er wegen seiner Ehe mit einer Jüdin Berufsverbot durch die Kulturkammer. Seine Frau wurde in das Vernichtungs- und Konzentrationslager Auschwitz verschleppt, wo sie starb. Nach dem Kriegsdienst lehrte er von 1946 bis 1956 als Professor an der Werkkunstschule Offenbach (heute HfG Offenbach) in der Schriftklasse. Franz Erhard Walther zählte zu seinen Schülern.
Für zahlreiche deutsche Verlage, unter anderen für Rowohlt (Hamburg), Rütten & Loening (Frankfurt am Main), Schneekluth (Darmstadt), Ullstein (Berlin) und S. Fischer (Frankfurt am Main) gestaltete Bohn Bücher und Bucheinbände.

## Ehrungen
- Bundesverdienstkreuz am Bande (16. April 1963)[3]

## Schriften
- Orplid. 1929 (Gebr. Klingspor, Offenbach am Main)
- Mondial. 1936–39 (D. Stempel AG, Frankfurt am Main)
- Allegro. 1937 (Ludwig & Mayer, Offenbach am Main)
- Künstler-Schreibschrift. 1957 (D. Stempel AG, Frankfurt am Main)
- Bohn-Script. 1974 (H. Berthold AG, Frankfurt am Main)

## Werke
- Hans Bohn: Das Orplid-ABC. (Orplidbücher Nr. 17), Verlag Axel Juncker, Berlin 1916.